# Síndico de Agravios de la Comunidad Valenciana
El Síndico de Agravios de la Comunidad Valenciana (oficialmente, en valenciano, Síndic de Greuges de la Comunitat Valenciana) es el nombre del Defensor del Pueblo de la Comunidad Valenciana, en España. Su sede está en Alicante. La figura del Síndico de Agravios fue recogida por el Estatuto de Autonomía de la Comunidad Valenciana de 2000. Su creación y funcionamiento se articula a través de la Ley de la Generalidad Valenciana, 11/1988, y del Reglamento de Organización y Funcionamiento del Sindic de Greuges.
Para poder ser elegido Síndico de Agravios se tiene que contar con el apoyo de, al menos, dos terceras partes de los diputados de las Cortes Valencianas. La elección se hace para un período de cinco años, pudiendo ser reelegido.
La principal función del Síndico de Agravios es velar por el cumplimiento y respeto de los derechos y libertades de los ciudadanos frente a la Administración de la Comunidad Valenciana.

## Síndicos de Agravios

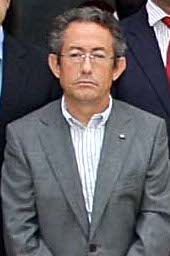
Ángel Luna, actual Síndico de Agravios de la Comunidad Valenciana.

| Síndico de Agravios                     | Fecha de nombramiento   | Fecha de cese           |
| --------------------------------------- | ----------------------- | ----------------------- |
| Arturo Lizón Giner                      | 21 de julio de 1993     | 28 de julio de 1998     |
| Luis Fernando Saura Martínez            | 2 de septiembre de 1998 | 26 de octubre de 2000   |
| Emilia Caballero Álvarez (en funciones) | Octubre de 2000         | Abril de 2001           |
| Bernardo del Rosal Blasco               | 4 de abril de 2001      | 8 de abril de 2006      |
| Emilia Caballero Álvarez (en funciones) | 9 de abril de 2006      | Junio de 2008           |
| Carlos Morenilla Jiménez (en funciones) | 1 de julio de 2008      | 6 de diciembre de 2009  |
| José Cholbi Diego                       | 6 de marzo de 2009      | 17 de julio de 2019     |
| Ángel Luna González (en funciones)      | 17 de julio de 2019     | 28 de noviembre de 2019 |
| Ángel Luna González                     | 28 de noviembre de 2019 | En el cargo             |